# Pete Kugler
Peter D. Kugler (Filadelfia, 9 agosto 1959) è un ex giocatore di football americano statunitense che ha giocato nel ruolo di defensive tackle per la maggior parte della carriera per i San Francisco 49ers della National Football League (NFL) vincendo tre Super Bowl. Al college ha giocato a football alla Pennsylvania State University.

## Carriera
Kugler fu scelto nel corso del sesto giro (147º assoluto) del Draft NFL 1981 dai San Francisco 49ers. Giocò con essi per tutta la carriera, tranne una parentesi tra il 1984 e il 1985 con i Philadelphia/Baltimore Stars della United Football League. Coi Niners vinse tre Super Bowl, ritirandosi dopo la stagione 1990.

## Palmarès

### Franchigia
- Super Bowl : 3

San Francisco 49ers: XVI, XXIII, XXIV
- National Football Conference Championship: 3

San Francisco 49ers: 1981, 1988, 1989

## Statistiche
| Partite totali | 81   |
| Sack           | 12,5 |
| Intercetti     | 0    |